# Drobin
Drobin è un comune urbano-rurale polacco del distretto di Płock, nel voivodato della Masovia.
Ricopre una superficie di 143,19 km² e nel 2004 contava 8 614 abitanti.